# Andel’s Hotel Łódź
Andel’s Hotel Łódź – hotel otwarty w maju 2009 w zabytkowym budynku dawnej przędzalni fabryki Izraela Poznańskiego (obecnie Centrum Manufaktura) w Łodzi przy ulicy Ogrodowej 17.

## Historia
Jest pierwszym hotelem o standardzie czterech gwiazdek w Łodzi. Założenia i projekt zostały oparte na pomyśle designerskiej marki andel’s, które sprawdziły się w Pradze, Krakowie i Berlinie. Prace w obiekcie były prowadzone pod nadzorem konserwatora zabytków, zgodnie z jego wytycznymi.
Hotel oferuje 220 pokoi standard, 53 pokoje o podwyższonym standardzie, 4 pokoje typu mezoneta oraz apartament prezydencki. W hotelu znajduje się także 7 sal konferencyjnych, na najwyższej kondygnacji znajduje się największa w Łodzi sala balowa dla 800 osób oraz przeszklony basen z widokiem na miasto. Wnętrza hotelu są autorstwa londyńskiego duetu Jestico + Whiles.
W hotelu gościli m.in. Umberto Eco, Martin Scorsese, David Cameron, Plácido Domingo, Szimon Peres, Sting, Lenny Kravitz, Cameron Diaz, Slash, Justin Bieber, Rihanna, Shakira, prezydenci Lech Wałęsa, Bronisław Komorowski, Andrzej Duda, sportowcy Giba, Andrzej Gołota, Tomasz Adamek oraz zespoły Depeche Mode, The Cure, Il Divo, Rammstein, Thirty Seconds to Mars i Tokio Hotel.

## Nagrody
W 2009 hotel został nagrodzony przez European Hotel Design Awards w kategorii „Architektura Roku: przebudowa istniejącego budynku na hotel”.
11 grudnia 2013 hotel został uznany za najlepszy w Polsce i ósmy najlepszy hotel w Europie przez międzynarodowy portal www.hotel.info. Jednocześnie hotel otrzymał symbol jakości „Top Rated Hotel 2013” za szczególnie wysoki standard usług. W rankingu czterogwiazdkowy andel’s Hotel Łódź otrzymał 9,3 punkty na 10 możliwych i minimalnie wyprzedził dwa warszawskie hotele: InterContinental Warszawa oraz Hilton Warsaw Hotel and Convention Centre.

## Galeria

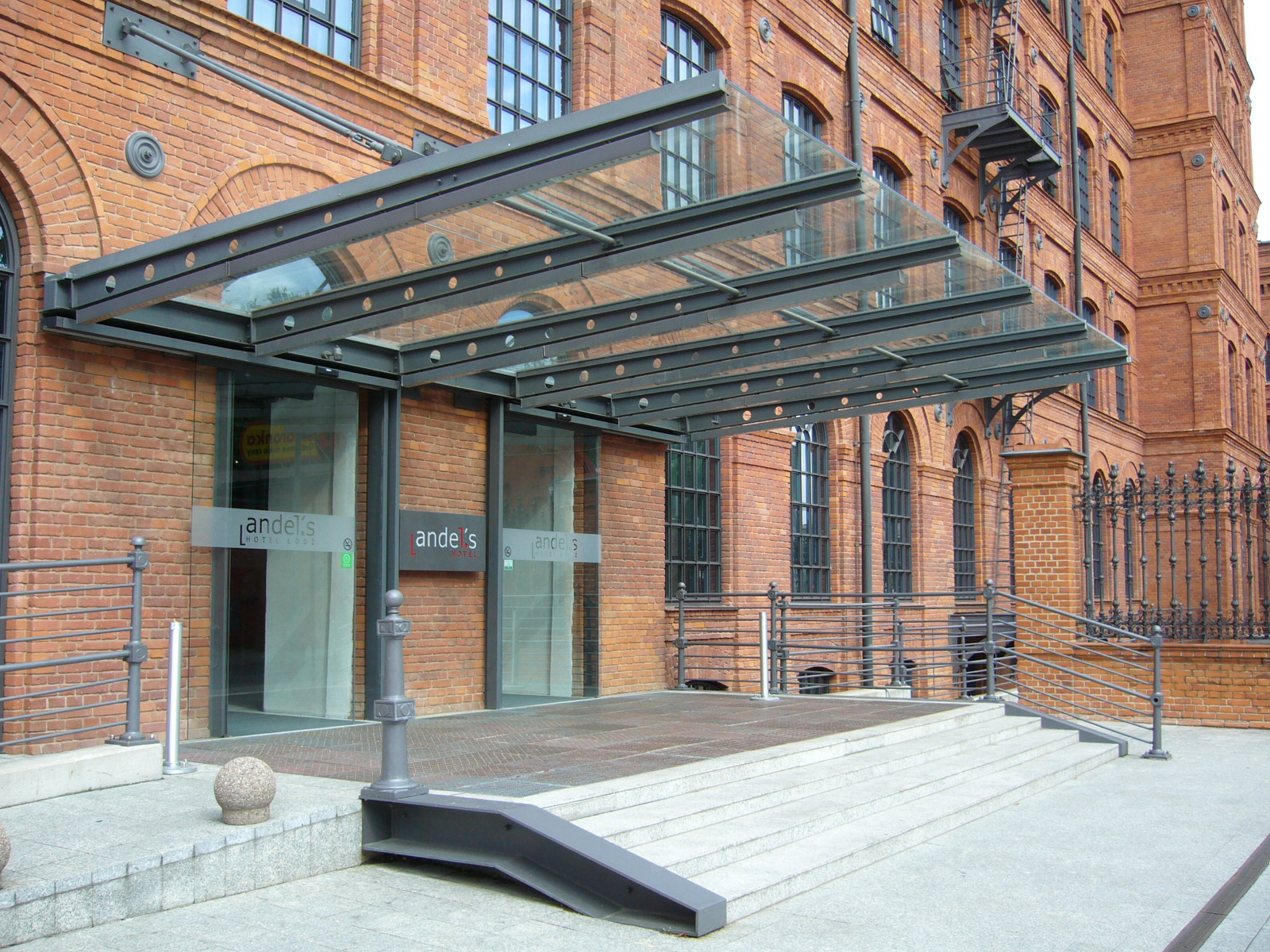
Wejście do Andel’s Hotel
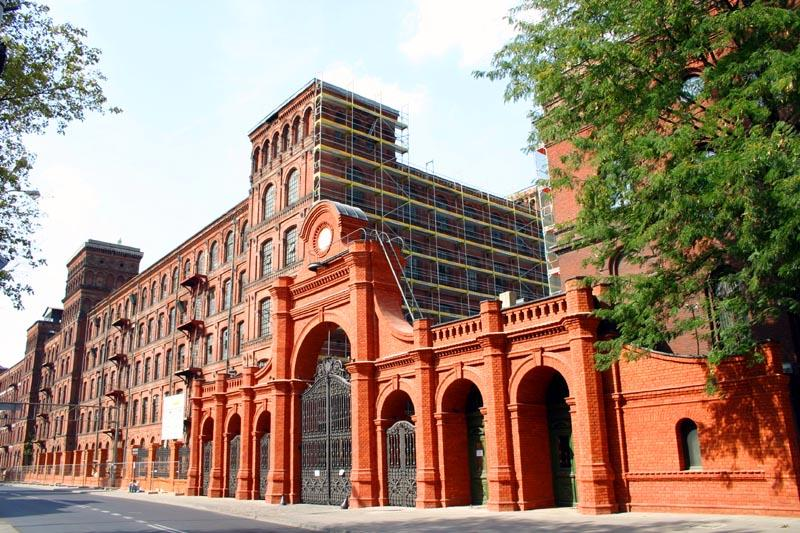
Andel’s Hotel podczas remontu, widok od ulicy Ogrodowej
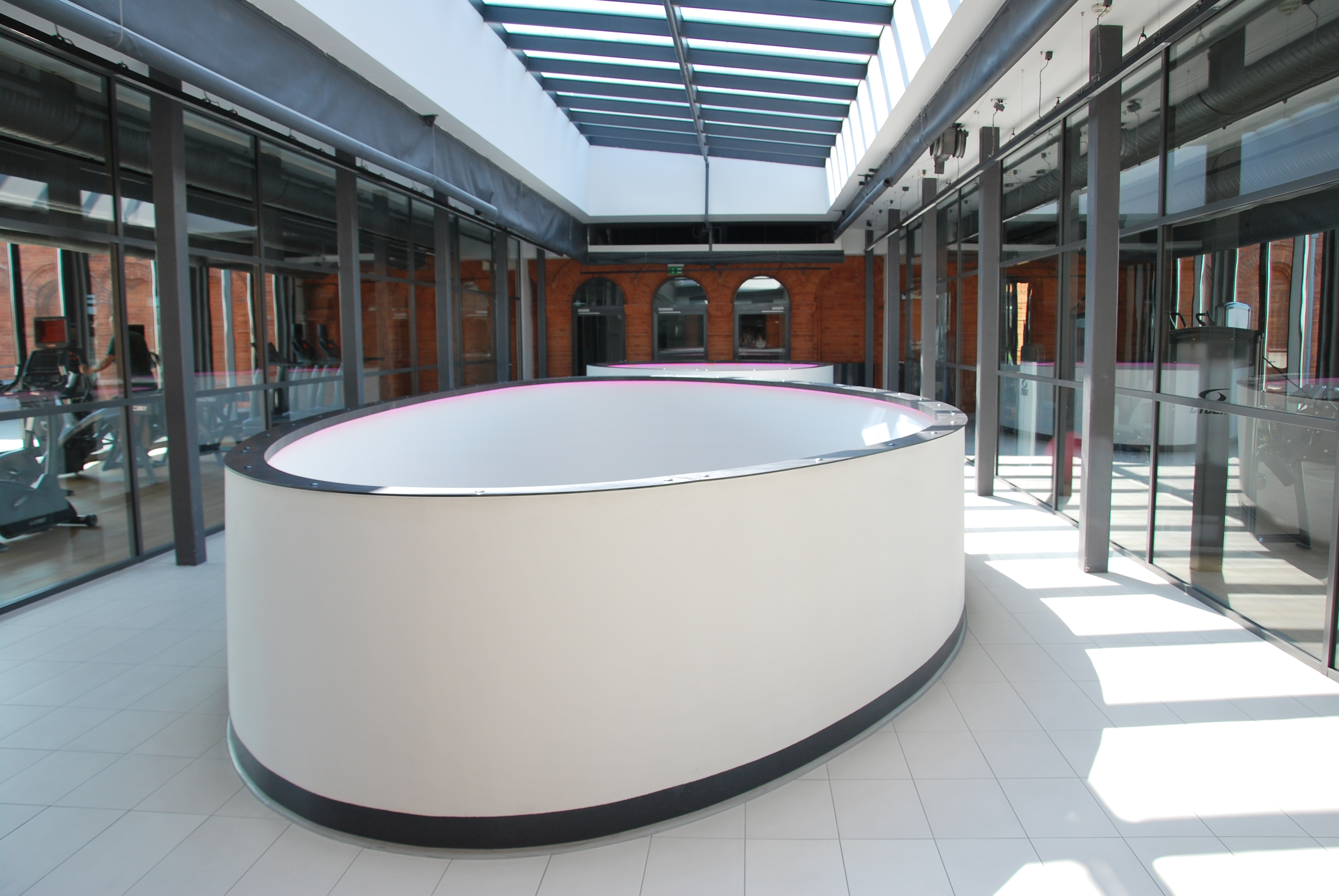
Wnętrze hotelu
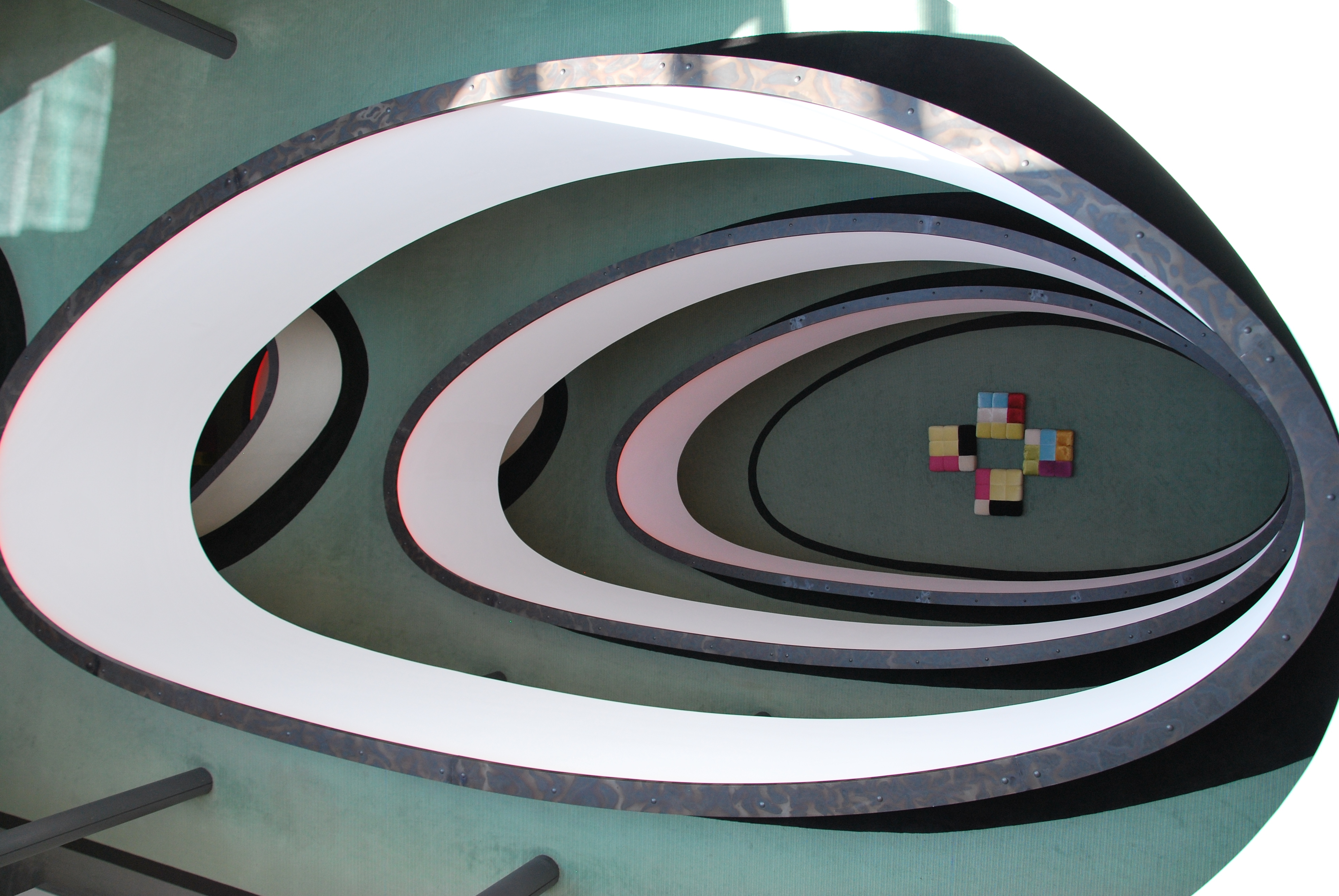
Wnętrze hotelu
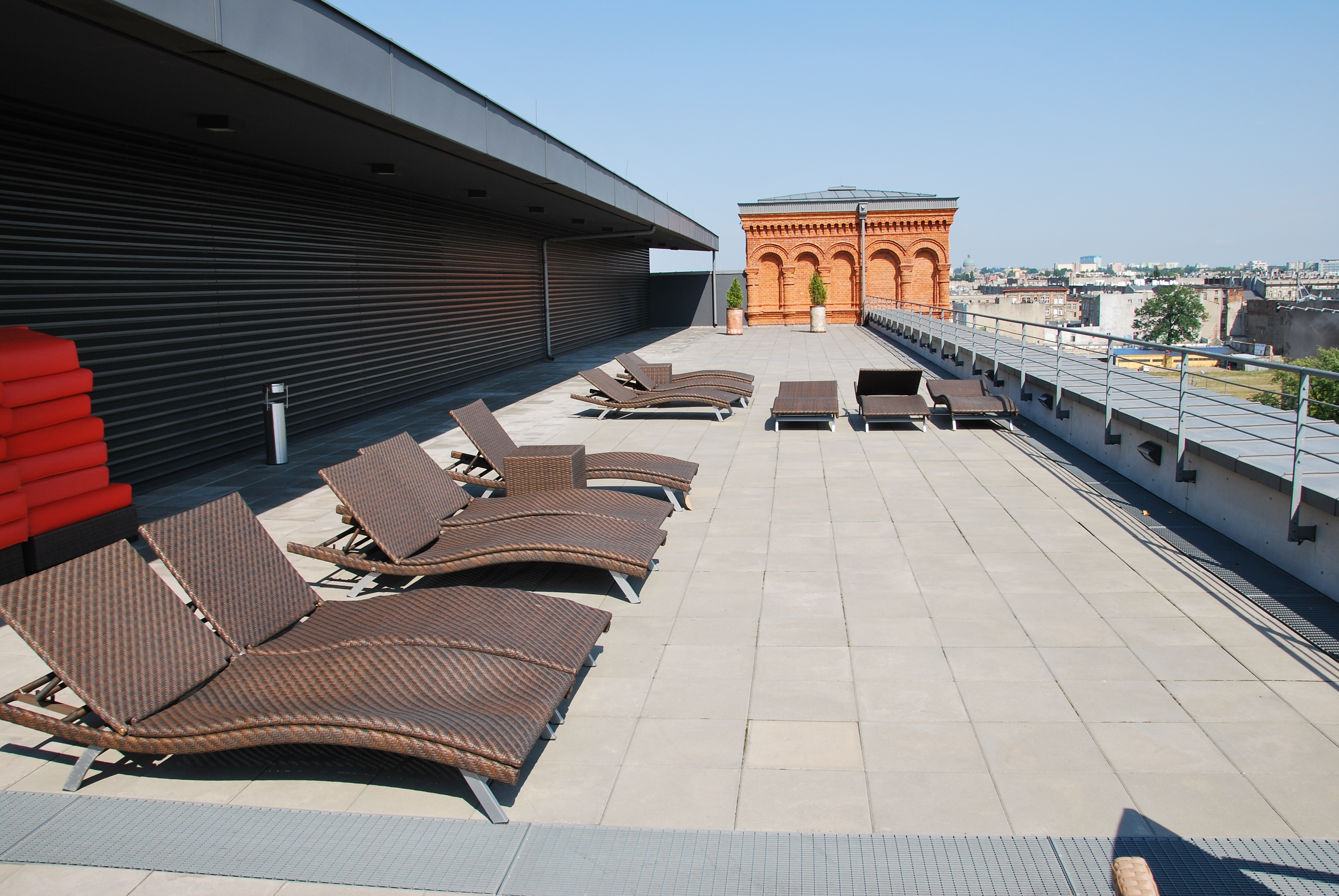
Taras na dachu hotelu
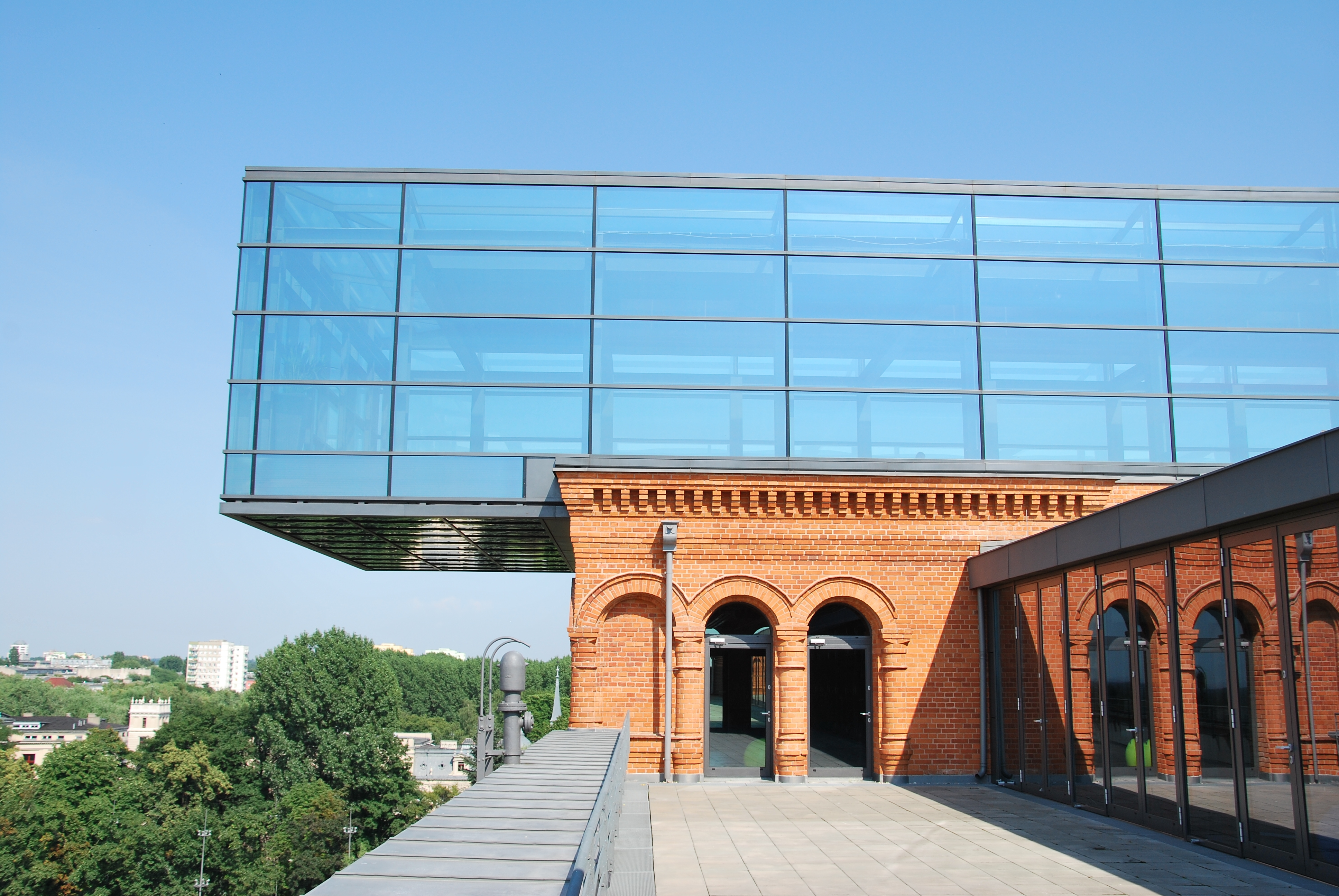
Basen na dachu hotelu, nad centrum handlowym Manufaktura